# 1978 aux États-Unis
Pour des articles plus généraux, voir Chronologie des États-Unis et 1978.
Chronologie des États-Unis
- 1974
- 1975
- 1976
- 1977
- 1978
- 1979
- 1980
- 1981
- 1982

Cette page concerne des événements d'actualité qui se sont produits durant l'année 1978 du calendrier grégorien aux États-Unis.

## Gouvernement
- Président : Jimmy Carter
- Vice-président : Walter Mondale
- Secrétaire d'État :
- Chambre des représentants - Président

## Événements
- 19 janvier : 
  - Jimmy Carter présente un projet de budget en déficit de 66 milliards de dollars au début 1978 qu’il corrige trois mois plus tard en proposant aux syndicats et aux hommes d’affaires des plafonds volontaires sur les hausses des prix et des salaires. La politique de Carter encourage les créations d’emplois (10 millions d’emplois créés de 1976 à 1980) mais est une provocation pour les alliés qui continuent à imposer des programmes d’austérité et tolèrent de moins en moins la chute du dollar et les pressions inflationnistes qui en résultent. Dès novembre, l’Administration décrète des mesures (hausse des taux d’intérêts) pour empêcher le dollar de s’effondrer[1].
  - William H. Webster est nommé Directeur du Federal Bureau of Investigation
- Printemps : Carter proteste contre le regain de l’expansionnisme soviétique en Afrique.
- 7 avril : le Président Carter décide de reporter la production de la bombe à neutrons.
- 6 juin : proposition 13. La Californie adopte par référendum un projet prévoyant une réduction substantielle de l’impôt foncier à 1 % de la valeur du bien imposé. La perte de recettes pour l'Etat entraîne des coupes sévères dans les dépenses publiques, avec une réduction sensible du nombre de fonctionnaires.
- 26 juin : lancement de Seasat, premier satellite destiné à l'étude et l'observation des océans.
- 28 juin : Arrêt Bakke. La Cour suprême juge par 5 voix contre 4 anticonstitutionnelle l'instauration de quotas ethniques (16 % des places réservées aux étudiants noirs) de la faculté de médecine de l'Université de Californie
- 29 juin : assassinat de l'acteur Bob Crane (Colonel Hogan dans la série Papa Schultz).
- 17 septembre : Le président égyptien Sadate et le premier ministre israélien Begin signent les accords de Camp David, permettant d'instaurer la paix entre Israël et l'Egypte.
- 25 septembre : le vol 182 Pacific Southwest Airlines entre en collision avec un Cessna 172 près de San Diego ; 144 morts.
- 21 octobre : Agricultural Trade Act. Nouveaux règlements visant à augmenter les exportations agricoles américaines.
- 24 octobre : Airline Deregulation Act, loi fédérale abrogeant de fait le Civil Aeronautics Board de 1938 et instaurant une liberté totale de la concurrence et des prix dans le transport aérien. La Federal Aviation Administration garde ses prérogatives sécuritaires.
- 26 octobre : Ethics in Government Act, loi instaurant un contrôle éthique plus strict sur le pouvoir politique.
- 28 octobre : (*) Dérégulation des transports aériens et routiers.
- 6 novembre : Revenue Act. Nouvelles déductions fiscales pour les bas salaires. Baisse de l'impôt sur les sociétés (48 à 46 %). Diminution du nombre de tranches et de l'impôt sur le revenu. Baisse de l'impôt sur le capital à 28 %. Déductions fiscales pour les remboursements médicaux.
- 27 novembre : assassinat du maire de San Francisco Moscone et du superviseur Harvey Milk par un solliciteur Dan White.
- 4 décembre : Dianne Feinstein, première femme élue maire de San Francisco.
- 21 décembre : détournement aérien du vol TWA 541.
- 28 décembre : accident aérien du vol 173 United Airlines.

## Économie et société
- Dérégulation progressive des prix du gaz naturel pour les gisements nouveaux.
- Baisse du nombre de syndiqués : 23 % de la population active non agricole pour 33,4 % en 1956. Ils seront 16 % dans les années 1990.
- Légère augmentation du budget de la défense, devant les tensions au Moyen-Orient
- 7,0 % de chômeurs
- 3,3 % de déficit budgétaire.